# Antillobisium tomasi
Espèce
Antillobisium tomasi est une espèce de pseudoscorpions de la famille des Bochicidae.

## Distribution
Cette espèce est endémique de la province de Sancti Spíritus à Cuba. Elle se rencontre à Yaguajay sur Cayo Caguanes dans les grottes Cueva del Pirata et Cueva Grande.

## Description
Le mâle holotype mesure 5,62 mm.

## Étymologie
Cette espèce est nommée en l'honneur de Tomás Michel Rodríguez.

## Publication originale
- Barba Díaz, Zaragoza & López Iborra, 2018 : A new Antillobisium species (Arachnida: Pseudoscorpiones: Bochicidae) from Cuba, with biogeographical and ecological remarks on the genus. Zootaxa, no 4461(3), p. 399-410.